# گلوناس-کی
گلوناس-کا (به زبان روسی: Глонасс-К) جدیدترین ماهواره طراحی شده و به عنوان بخشی از سامانه ماهواره‌ای ناوبری مبتنی بر موج‌های رادیویی روسی گلوناس می‌باشد که به وسیلهٔ سامانه اطلاعاتی ماهواره ای رشتنف توسعه داده شده و اولین بار در ۲۶ فوریه ۲۰۱۱ به فضا پرتاب شد. این ماهواره یک پیشرفت اساسی نسبت به ماهواره‌های نسل دوم گلوناس-ام محسوب می‌شود که دارای طول عمر بیشتر(۱۰سال) و دقت بالاتر است.

## نگارخانه

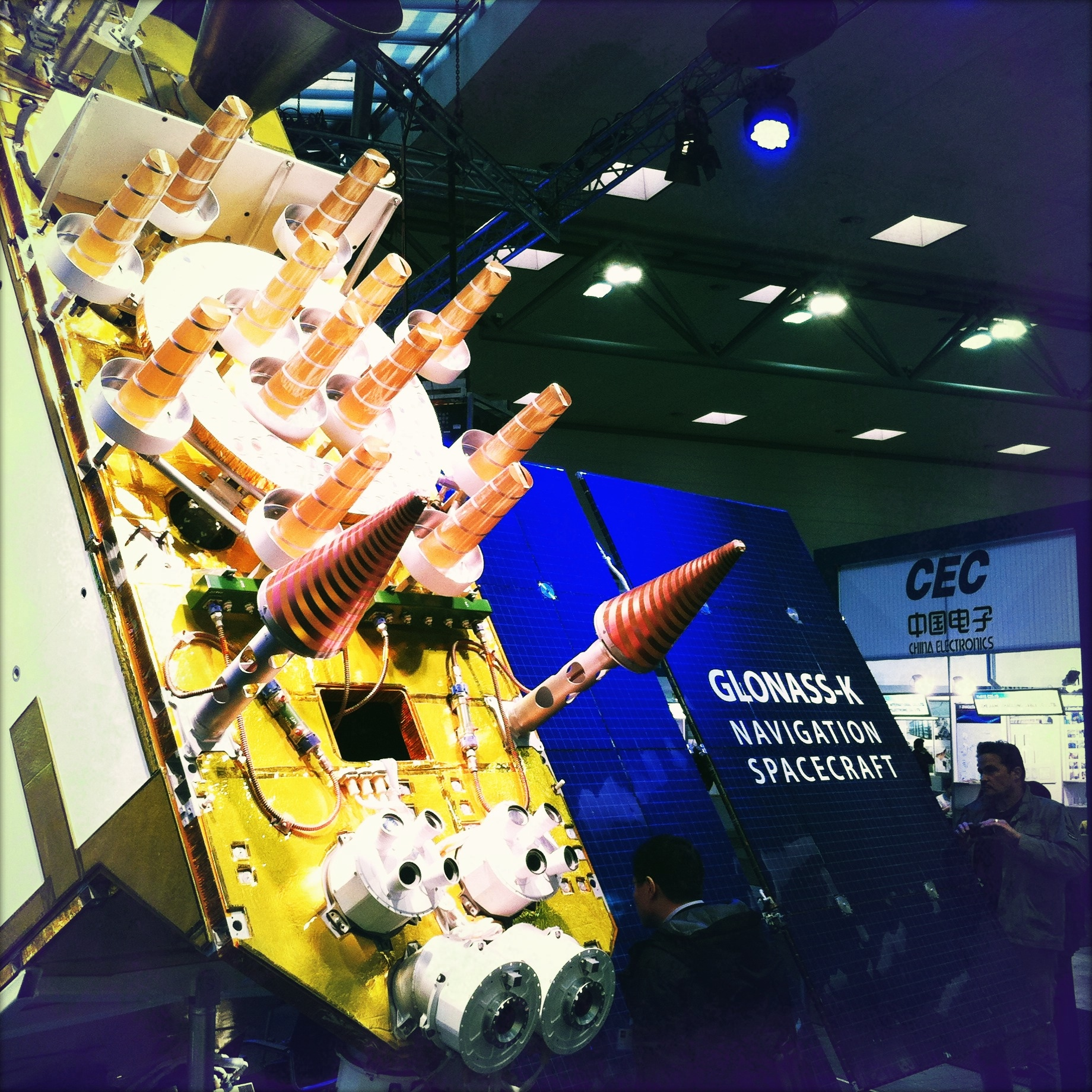
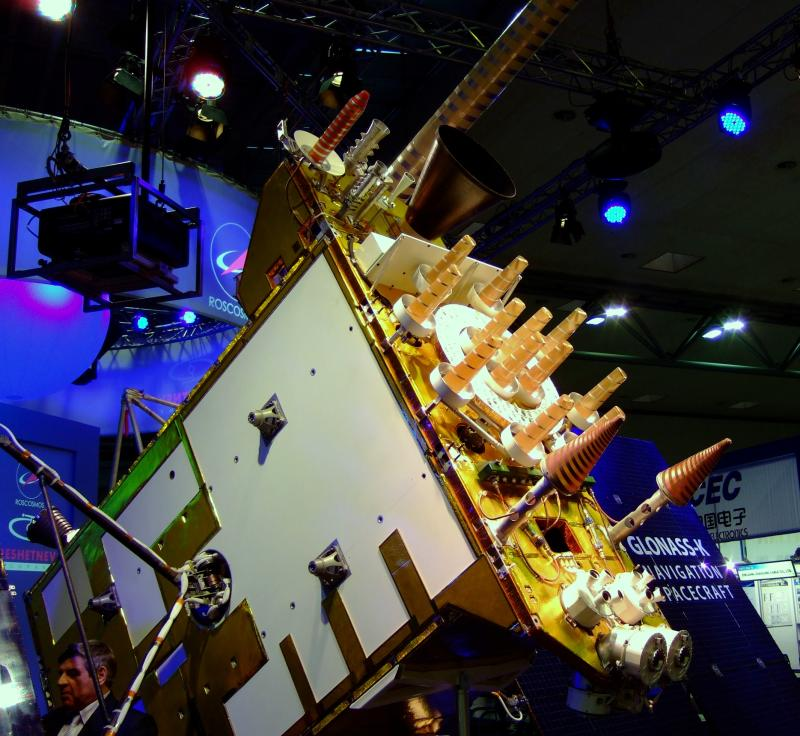
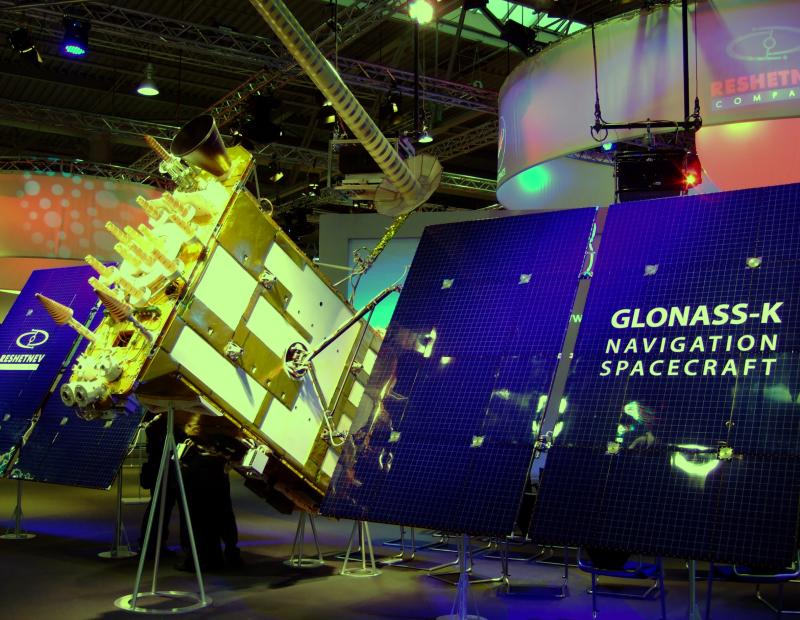
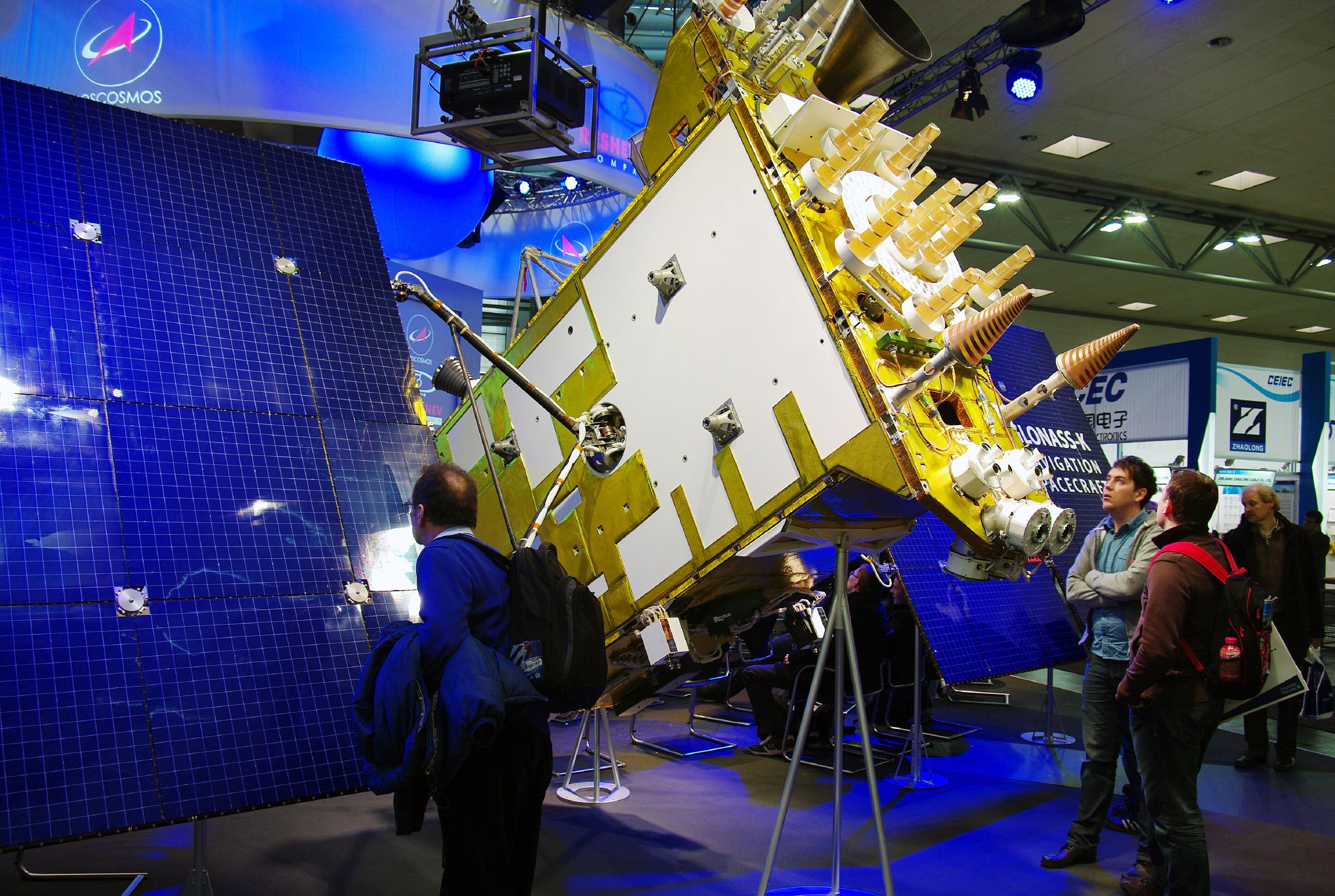